# 堺台場跡

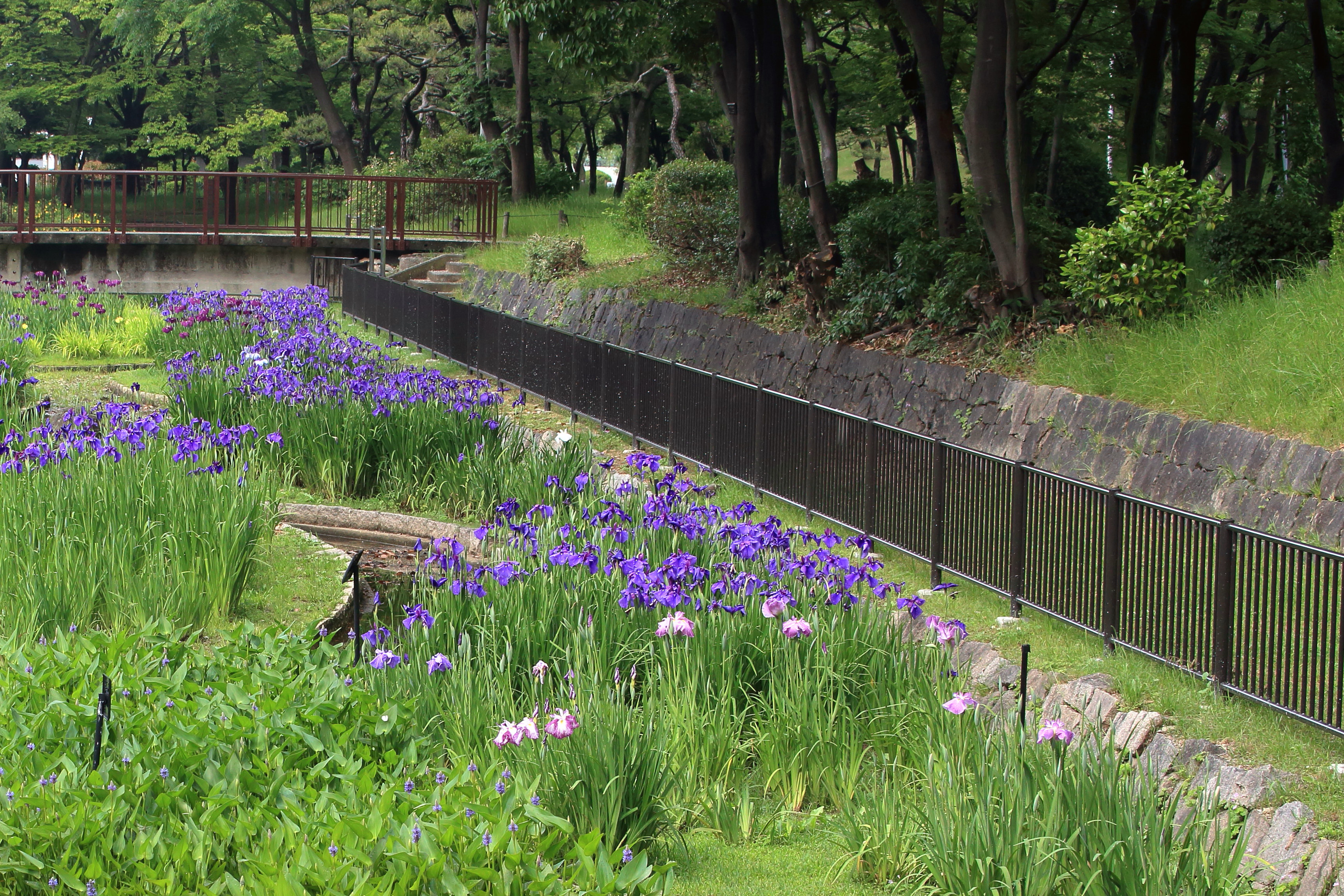
堺南台場跡（大浜公園内花菖蒲園から）

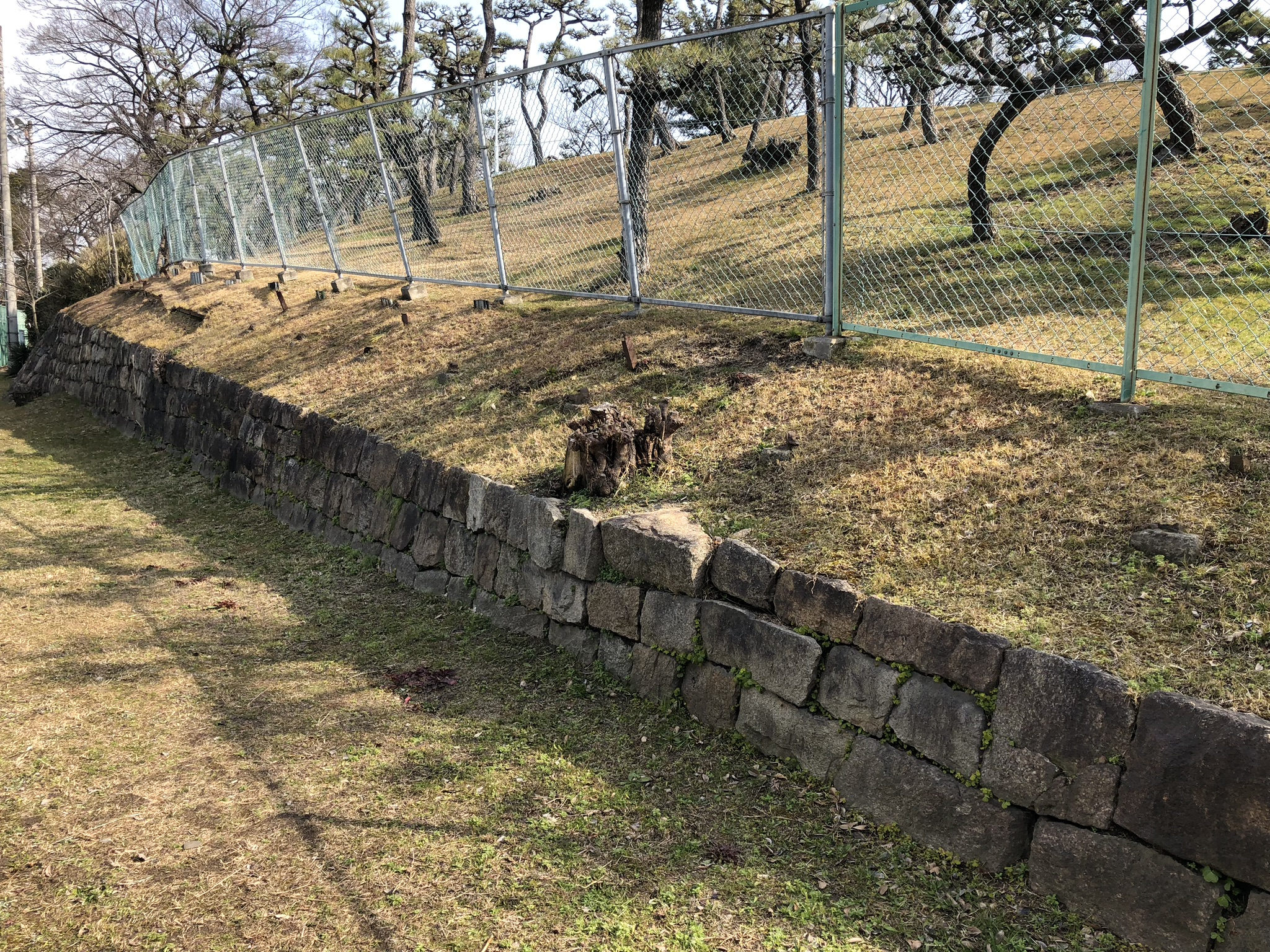
堺南台場跡（大浜公園内）

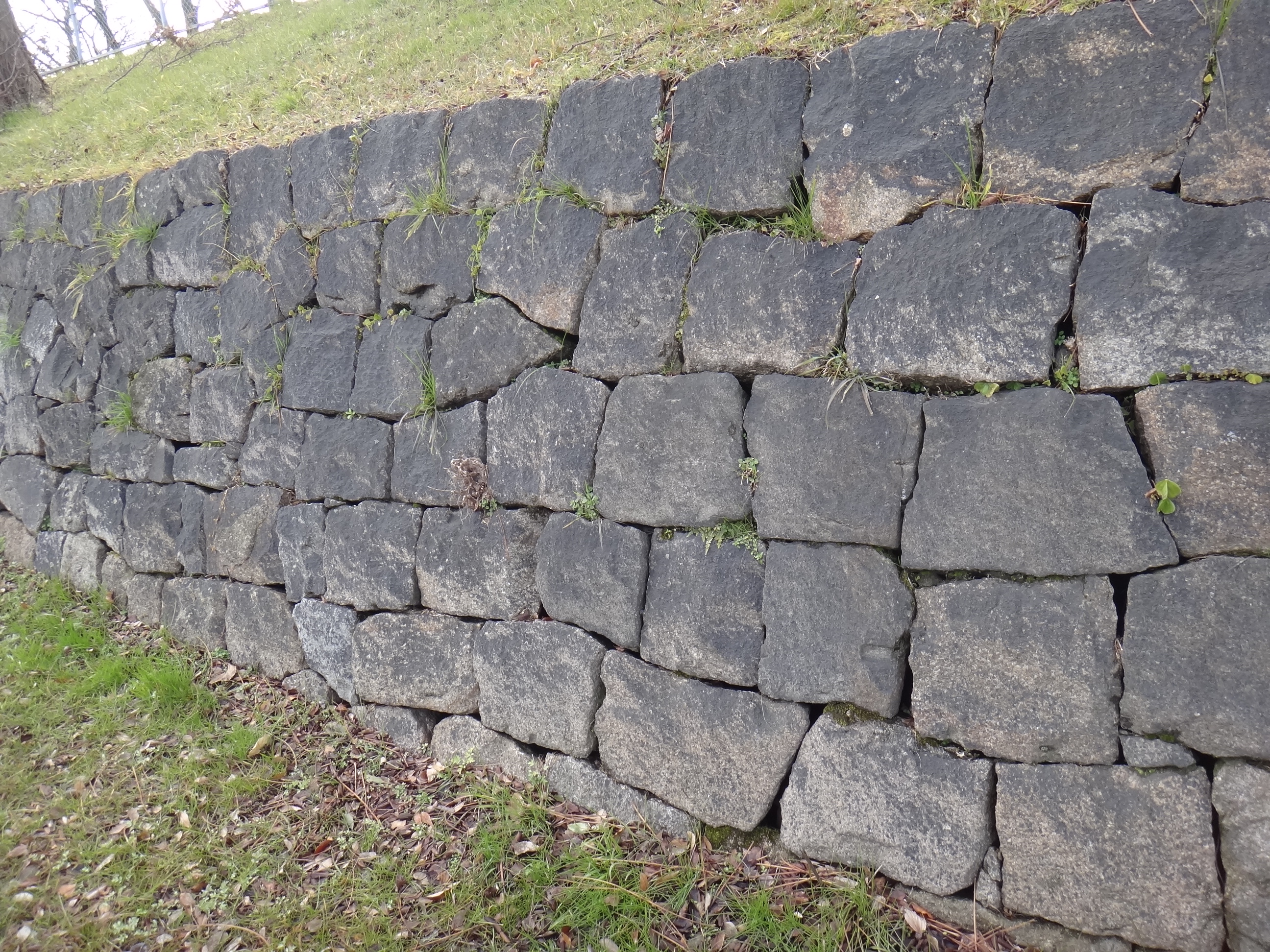
堺南台場跡の石積み

堺台場跡（さかいだいばあと）は、大阪府堺市堺区大浜北町および北波止町にある台場跡である。
堺台場は旧堺港の南北に築かれ、南台場（北緯34度34分56.6秒 東経135度27分40.7秒 / 北緯34.582389度 東経135.461306度）が現在の大浜公園内、北台場（北緯34度35分2.5秒 東経135度27分39.9秒 / 北緯34.584028度 東経135.461083度）が現在の大浜北公園内にあった。

## 概要
南台場は造築当初は南北約360m、東西最大約183mの方形型であったが、南北295m、東西195mの規模を有す稜堡式台場に改築された。改修後は北・西・南側は石垣で囲み、南北に堀を設けて、大砲18門を備えていた。
南台場について描かれている堺浦両御台場絵図が残る。
北台場は南北約90m、東西約70mのコの字型の土塁を有し、36貫目の臼砲（モルチール砲）大砲8門を備えていた。北台場について描かれている	安政 2年の堺御台場之図が残る。
南・北両方の台場について描かれている堺御台場之図も堺図書館に残る。

## 歴史
安政元年9月に築造された大波止堤に大鉄砲台場に2箇所（後の南台場）小波止堤に1箇所（後の北台場）が原型である。
当初は汐除けとして浜手に築いてあった台場を再利用したものに過ぎず、これを基に増築・改修が繰り返し行われた。工期の詳細な記録は残されていないが、北台場は安政元年に着工され翌年に完成、南台場は安政5年頃には竣工したと推測されている。
南台場の改築は、堺警備を担った彦根藩によって元治元年6月頃から開始され、彦根藩退役後は堺奉行に引き継がれ慶応2年正月に完成した。
南北の台場は明治に入ると兵部省（のち陸軍省）の所管となり、明治12年7月に堺県が大浜公園を開設した。なお、当時の大浜公園は現在の大浜北公園も含み、南公園と北公園から成る公園だった。明治14年2月に堺県が大阪府へ編入され、明治23年1月に大阪府から堺市へ移管された。南公園は明治36年に第五回内国勧業博覧会の水族館会場として再整備された一方、北公園は別荘地・住宅地となっていった。現在では公園内に石垣や掘の一部が残されている。